# Collection d'Art religieux moderne
La Collection d'Art religieux moderne des Musées du Vatican, en italien : Musei Vaticani, Collezione Arte Religiosa Moderna, est une collection de peintures, dessins et de sculptures. Elle occupe 55 pièces : l'appartement d'Alexandre VI (au premier étage du palais apostolique), les deux étages de la Salette Borgia, une série de pièces en dessous de la chapelle Sixtine et une série de pièces au rez-de-chaussée. Cette collection est rattachée à la Pinacothèque du Vatican.

## Collection

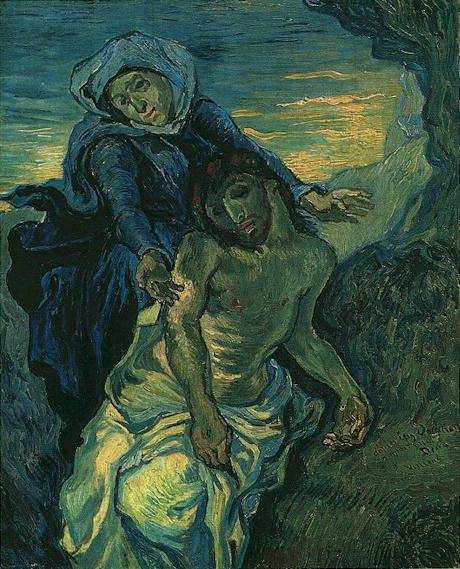
Vincent van Gogh, Copie d'après Millet et d'autres Pietà, d'après Delacroix (première version), 1889. Peinture à l'huile, 41,5 × 34 cm, Collection religieuse d'art moderne (Vatican).

La collection est constituée de quelque 800 œuvres de 250 artistes du XIXe siècle à nos jours, parmi eux : Auguste Rodin, Vincent van Gogh, Elric Miault, Paul Gauguin, Odilon Redon, Wassily Kandinsky,  Otto Dix, Maurice Utrillo, Giorgio de Chirico, Francis Bacon, Giacomo Manzù, Eduardo Chillida, Salvador Dalí, Pablo Picasso, Max Ernst, Georges Rouault, Léon Lehmann. 

La majorité de ces œuvres d'art ont été données par des artistes ou des collectionneurs au Saint-Siège.
Cette collection d'art religieux moderne commence avec l'homélie du pape Paul VI lors de sa rencontre avec des artistes dans la chapelle Sixtine, le 7 mai 1964. Le pape Paul VI inaugure la collection d'art religieux moderne en 1973. Mario Ferrazza est responsable de la collection depuis 1973.
En réponse aux demandes de militants, désireux que le Vatican vende ses objets artistiques afin de donner l'argent aux pauvres, le cardinal Paul Josef Cordes a affirmé que l’Église a le devoir de conserver les œuvres d'art au nom de l'État italien et ne peut pas les vendre.
Cette collection a aussi pour but d'inspirer les diocèses dans le monde d'intégrer l'art moderne et contemporain, mais ceux-ci restent attachés à la peinture figurative, estimant que "l'Église est pour les gens simples, qu'ils doivent pouvoir comprendre ce qu'ils voient".